# La Promesse (film, 2016)
Pour les articles homonymes, voir La Promesse et The Promise.
Pour plus de détails, voir Fiche technique et Distribution.
La Promesse (The Promise) est un film hispano-américain réalisé par Terry George, sorti en 2016. Il a été présenté au Festival international du film de Toronto 2016. Christian Bale et Oscar Isaac tiennent les rôles principaux.
L'histoire est celle d'une romance se passant durant le génocide arménien perpétré par l'Empire ottoman et le mouvement nationaliste Jeune Turc.

## Synopsis
En 1915, dans les derniers jours de l'Empire ottoman, Mikael Boghosian (Oscar Isaac), jeune arménien étudiant en médecine et fiancé à Maral (Angela Sarafyan), une fille de son village, fait la rencontre du journaliste américain Chris Myers (Christian Bale) et de sa compagne Ana (Charlotte Le Bon), et tombe éperdument amoureux de cette dernière. Ils essayent tous trois de survivre au génocide arménien.
Dans la fuite, le journaliste américain est arrêté par les autorités turques. Le reste du groupe continue de fuir les exactions envers les Arméniens. Ils rentrent en résistance sur le Musa Dagh.

## Fiche technique
- Titre original : The Promise
- Titre français : La Promesse
- Réalisation : Terry George
- Scénario : Terry George et Robin Swicord
- Musique : Gabriel Yared
- Photographie : Javier Aguirresarobe
- Montage : Steven Rosenblum
- Production : Mike Medavoy, Ralph Winter et William Horberg, Eric Esrailian
- Budget : 90 millions de dollars[1]
- Pays d'origine:  États-Unis,  Espagne
- Langues originales : anglais, français, allemand
- Durée : 134 minutes
- Dates de sortie :
  - Canada : 11 septembre 2016 (festival international du film de Toronto)
  - États-Unis : 21 avril 2017
  - France : 29 novembre 2017

## Distribution
- Christian Bale : Chris Myers
- Oscar Isaac : Mikael Boghosian
- Charlotte Le Bon : Ana Khesarian
- Marwan Kenzari : Emre Ogan
- Stewart Scudamore : le pasha Ismet Ogan, père d'Emre
- Shohreh Aghdashloo : Marta Boghosian, la mère de Mikael
- Kevork Malikyan : Vartan Boghosian, le père de Mikael
- Yigal Naor : Mesrob, l'oncle de Mikael
- Alicia Borrachero : Lena, l'épouse de Mesrob
- Milene Mayer Gutierrez : Yeva, fille de Mesrob et Lena
  - Sofia Black-D'Elia : Yeva adulte
- Angela Sarafyan : Maral
- Abel Folk : Harut, le père de Maral
- Rade Šerbedžija : Stepan, le maire de Bassek
- Daniel Giménez Cacho : le pasteur Antreassian
- Andrew Tarbet : le pasteur Merril
- Tom Hollander : Garin
- James Cromwell : l'ambassadeur Henry Morgenthau
- Jean Reno : l'amiral Louis Dartige du Fournet
- Jean-Claude Ricquebourg : le capitaine français
- Tamer Hassan : le pasha Faruk
- Armin Amiri : le capitaine Ali
- Garen Boyajian : Eric Boghosian
- Numan Acar : Mustafa
- Roman Mitichyan : Serg
- André Marques : Pierre Philippe
- Michael Stahl-David : Brad
- Ozman Sirgood : le gouverneur Mazhar

## Accueil

### Box-office
Les bénéfices éventuels de cette super-production, sortie pour le centième anniversaire des événements, n'ont pu être donnés à des associations de bienfaisance, vu que ce fut un désastre financier, au sens où le public n'a pas suffisamment suivi.

## Distinctions
- Satellite Awards 2018 : Nomination à la Meilleure chanson originale pour The Promise (en) de Chris Cornell
- Grammy Awards 2018 : Nomination au Grammy Award de la meilleure prestation rock pour The Promise
- Prix Armin Wegner 2017